# Kamenná Lhota
Kamenná Lhota (deutsch Stein Lhota) ist eine Gemeinde in Tschechien. Sie liegt 13 Kilometer nordwestlich von Humpolec und gehört zum Okres Havlíčkův Brod.

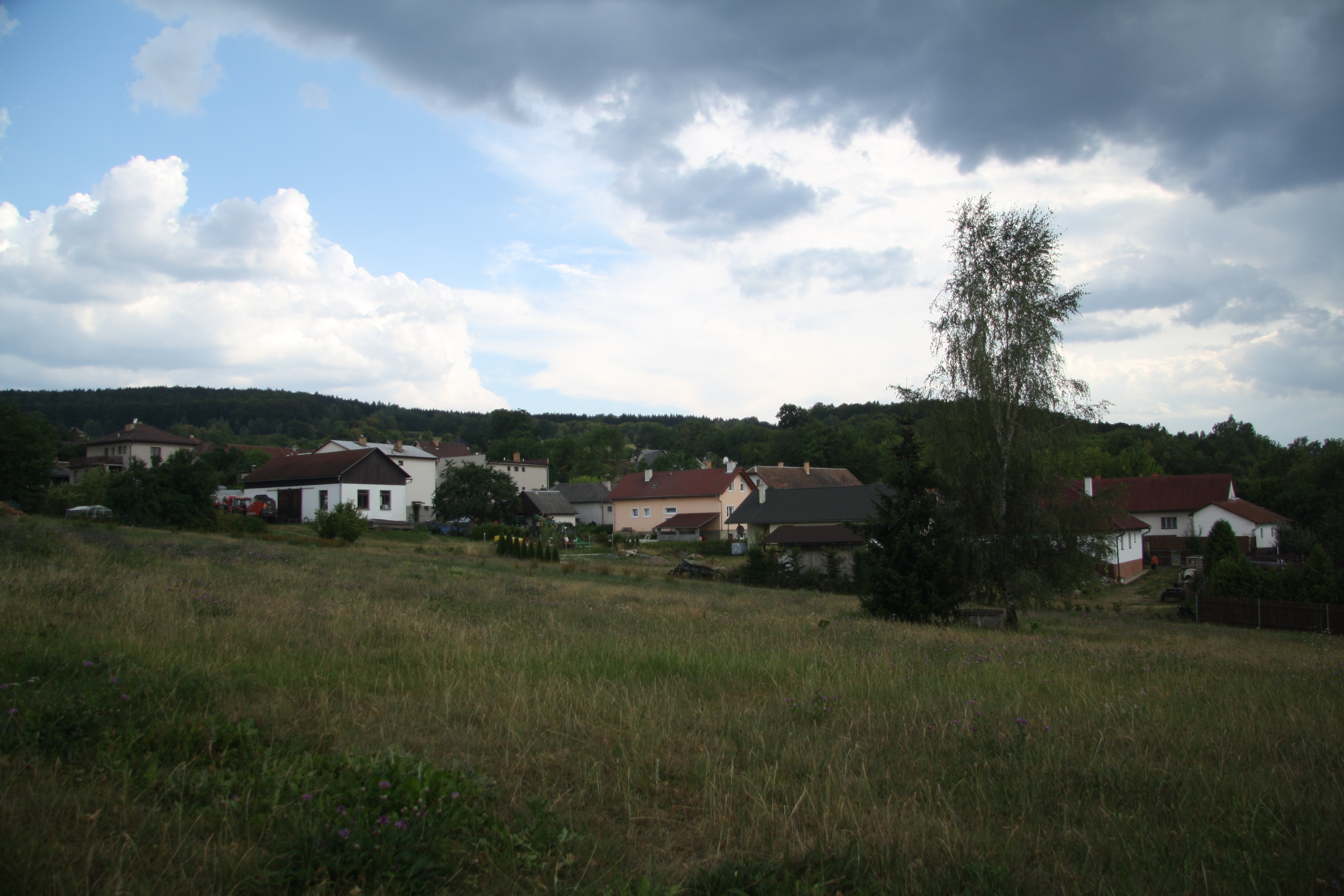
Blick auf Kamenná Lhota

## Geographie
Kamenná Lhota befindet sich am Nordhang des Spálensko (644 m) im Hügelland an der oberen Sázava, einem Teilgebiet der Böhmisch-Mährischen Höhe. Östlich liegt das Tal des Koutecký potok, dahinter erhebt sich der Melechov (707 m). Nach Westen befindet sich das durch die Talsperre Švihov geflutete Želivkatal und im Südwesten die Kirche St. Veit des ehemaligen Fleckens Zahrádka.
Nachbarorte sind Ledeč nad Sázavou im Norden, Malé Bojiště und Bojiště im Nordosten, Kouty im Osten, Horní Paseka im Südosten, Hory im Süden, Dolní Paseka, Ježov und Snět im Südwesten, Dolní Rápotice und Šetějovice im Westen sowie Kožlí im Nordwesten.

## Geschichte
Die erste urkundliche Erwähnung von Kamenná Lhota stammt aus dem Jahre 1380.
1880 entstand der erste Steinbruch, in dem Granit als Baustoff gewonnen wurde. Im 20. Jahrhundert entstanden weitere, von denen bis 1947 nur einer übrig blieb, der nach der Verstaatlichung im Jahre 1948 zum Volkseigenen Betrieb Českomoravský kámen Světlá nad Sázavou kam. Die Einstellung des Bruches erfolgte 1983.
1974 wurde die Talsperre Švihov vollendet und das im Tal der Želivka gelegene Zahrádka aufgelöst. Zahrádka und Staré Hamry wurden 1976 überflutet, der frühere Ortsteil Dolní paseka gehört heute zu Kamenná Lhota. 1998 entstand am Teich im Oberdorf ein Freibad.

## Gemeindegliederung
Die Gemeinde Kamenná Lhota besteht aus den Ortsteilen Dolní Paseka (Unter Paseka) und Kamenná Lhota (Stein Lhota).

## Sehenswürdigkeiten
- Kirche St. Veit, auf dem früheren Marktplatz von Zahrádka, heute am Ufer der Talsperre Švihov
- Statue der schmerzhaften Jungfrau Maria, auf dem früheren Marktplatz von Zahrádka, heute am Ufer der Talsperre Švihov, 1738 von Jakub Teplý aus Pardubice geschaffen
- kleine Kapelle am Dorfplatz, errichtet 1968 anstelle eines maroden Vorgängerbaus